# Thietan
Thietan je heterocyklická sloučenina tvořená nasyceným čtyřčlenným kruhem obsahujícím tři atomy uhlíku a jeden atom síry.
Thietan a jeho derivát 2-propylthietan působí u myší jako varovné feromony, které napodobují pach dravců.
U myší jsou na thietan citlivé čichové receptory MOR244-3 a u lidí OR2T11, a to za přítomnosti mědi.

## Příprava
Thietan lze získat reakcí trimethylenkarbonátu s thiokyanatanem draselným, tato příprava má ale nízkou výtěžnost.
C4H6O3 + KSCN → C3H6S + KOCN + CO2
Další možnost představuje reakce 1,3-dibrompropanu a sulfidu sodného.
Br–(CH2)3–Br + Na2S → C3H6S + 2 NaBr

## Reakce
Thietanový kruh lze otevřít s použitím nukleofilů, jako je například butyllithium.
Thietan také reaguje s bromem.